# Søren Kjeldsen
Søren Kjeldsen (født 17. maj 1975) er en dansk golfspiller. Han blev professionel i 1995, og hans resultater siden da har etableret ham som en af Danmarks bedste golfspillere.
Kjeldsen fik sit gennembrud som golfspiller på Challenge Touren i 1997, hvor han vandt Finnish Open , hvilket sammen med andre gode placeringer gav ham adgang til Europatouren.
Søren Kjeldsen fik sin første sejr på Europatouren i 2003 hvor han vandt Diageo Championship at Gleneagles og blev dermed den femte dansker til at vinde på Europatouren efter Thomas Bjørn, Anders Hansen, Søren Hansen og Steen Tinning.
Den anden sejr kom i 2008, da han vandt Volvo Masters på Valderamabanen i Andalusien i Spanien med to slag foran Martin Kaymer og Anthony Wall. Volvo Masters, der er årets sidste på Europatouren, er en prestigefyldt turnering med en pengepræmie på € 708.000.
Den 29. marts 2009 vandt Søren Kjeldsen sin tredje sejr på Europatouren. Det var Open de Andalucía på Real Club de Golf's bane i Sevilla. Turneringen blev vundet i 14 under par. tre slag foran David Drysdale. Sejren blev især vundet i kraft af en formidabel indsats om lørdagen med 1 eagle, 9 birdier og 1 bogey eller 10 under par, hvilket er ny banerekord. Samtidig er det Kjeldsens hidtil laveste runde på Europatouren.
I 2004 forsøgte Kjeldsen at kvalificere sig til US PGA-touren gennem PGA Q-School, og selvom han viste gode takter, blev han ikke den anden dansker i USA. Uden for golfbanen har Kjeldsen vist sin udholdenhed ved at løbe en maraton på tre timer og 54 minutter.

## Professionelle sejre (5)

### European Tour sejre (4)
- 2003 Johnnie Walker Championship at Gleneagles
- 2008 Volvo Masters
- 2009 Open de Andalucía de Golf 09
- 2015 Dubai Duty Free Irish Open

### Challenge Tour sejre(1)
- 1997 Volvo Finnish Open

## Holdmesterskaber

### Amatør
- Eisenhower Trophy : 1994

### Professionelle
- World Cup: 1998, 1999, 2003, 2004, 2009, 2016 (vinder)
- Seve Trophy (Continental Europe): 2009
- EurAsia Cup (Europe): 2016 (vinder)

## Eksterne links
- Profil på Europeantourens officielle site Arkiveret 26. juli 2009 hos  Wayback Machine
- Resultater i de to sidste års turneringer fra the Official World Golf Ranking site Arkiveret 26. juli 2009 hos  Wayback Machine

|  | Infoboks uden skabelon Denne artikel har en infoboks dannet af en tabel eller tilsvarende. |